# Jennifer Lawrenceová
Jennifer Lawrenceová, celým jménem Jennifer Shrader Lawrence, (* 15. srpna 1990, Louisville, Kentucky) je americká herečka. V roce 2013 byla časopisem Time zařazena na seznam 100 nejvlivnějších lidí světa.
Její první větší rolí se stala hlavní role v sitcomu Pearsonovi (2007–2009). Svůj filmový debut zaznamenala vedlejší rolí v dramatu Spálené životy (2008) a průlomovou rolí se pro ni stala dospívající žena v nezávislém dramatu Do morku kosti (2010). Po těchto rolích ztvárnila mutanta Mystique ve filmové sérii X-Men (2011–2019) a Katniss Everdeen ve filmové sérii Hunger Games (2012–2015), což z ní učinilo nejvýdělečnější akční hrdinku.
Získala spoustu ocenění za kolaborace s režisérem Davidem O. Russellem. Za ztvárnění utrápené mladé vdovy v romantické komedii Terapie láskou (2012) získala Oscara za nejlepší ženský herecký výkon v hlavní roli, čímž se ve věku 22 let stala druhou nejmladší herečkou, která v této kategorii zvítězila. Za roli nepředvídatelné manželky v černé komedii Špinavý trik (2013) získala Zlatý glóbus a cenu BAFTA. Za roli podnikatelky Joy Mangano biografickém filmu Joy (2015) získala svůj třetí Zlatý glóbus. Po účinkování v řadě filmů se smíšenými recenzemi se uchýlila ke krátké přestávce s herectvím. K herectví se vrátila rolemi ve filmech K zemi hleď! (2021) a Mosty (2022).

## Mládí
Narodila se a vyrostla v Louisville ve státě Kentucky a má dva starší bratry, Bena a Blaina. Matka Karen provozuje dětský tábor a otec Gary v minulosti vlastnil stavební firmu Lawrence & Associates. Hrávala v místním divadle a ve čtrnácti letech se rozhodla, že se chce věnovat herecké kariéře. Přesvědčila rodiče, aby jí vzali do New Yorku a pomohli jí nalézt agenta, který by ji zastupoval. Ještě než uspěla v Hollywoodu, studovala na střední škole Kammerer Middle School, kterou zdárně dokončila v dvouletém předstihu. Mimo herectví během dospívání pomáhala coby pomocná zdravotní sestra na letním dětském táboře své matky.

## Kariéra

### Počátky
Nikdy neabsolvovala žádné dramatické kroužky ani kurzy herectví. Její první rolí byla postava Lauren Pearsonové v televizním seriálu The Bill Engvall Show (2007–2009), kde ztvárnila dceru rodinného poradce Billa Engvalla. Za svůj výkon byla odměněna cenou Young Artist Award v kategorii nejlepší mladá herečka v televizním seriálu. Jako host se objevila v několika dalších seriálech, mezi něž patří Odložené případy, Médium či Můj přítel Monk.
V roce 2008 získala malou roli ve filmu Garden Party režiséra Jasona Freelanda. Téhož roku se objevila v režisérském debutu Guillerma Arriaga s názvem Spálené životy, kde si zahrála po boku Charlize Theron a Kim Basinger. Za svůj výkon získala na Benátském filmovém festivalu cenu Marcella Mastoianniho v kategorii nejlepší nový mladý herec/herečka. Ještě v roce 2008 ztvárnila jednu z hlavních postav, mladou zneužívanou Agnes, v rodinném dramatu The Poker House. Za tuto roli byla na Losangeleském filmovém festivalu odměněna cenou za mimořádný herecký výkon.

### Od roku 2010

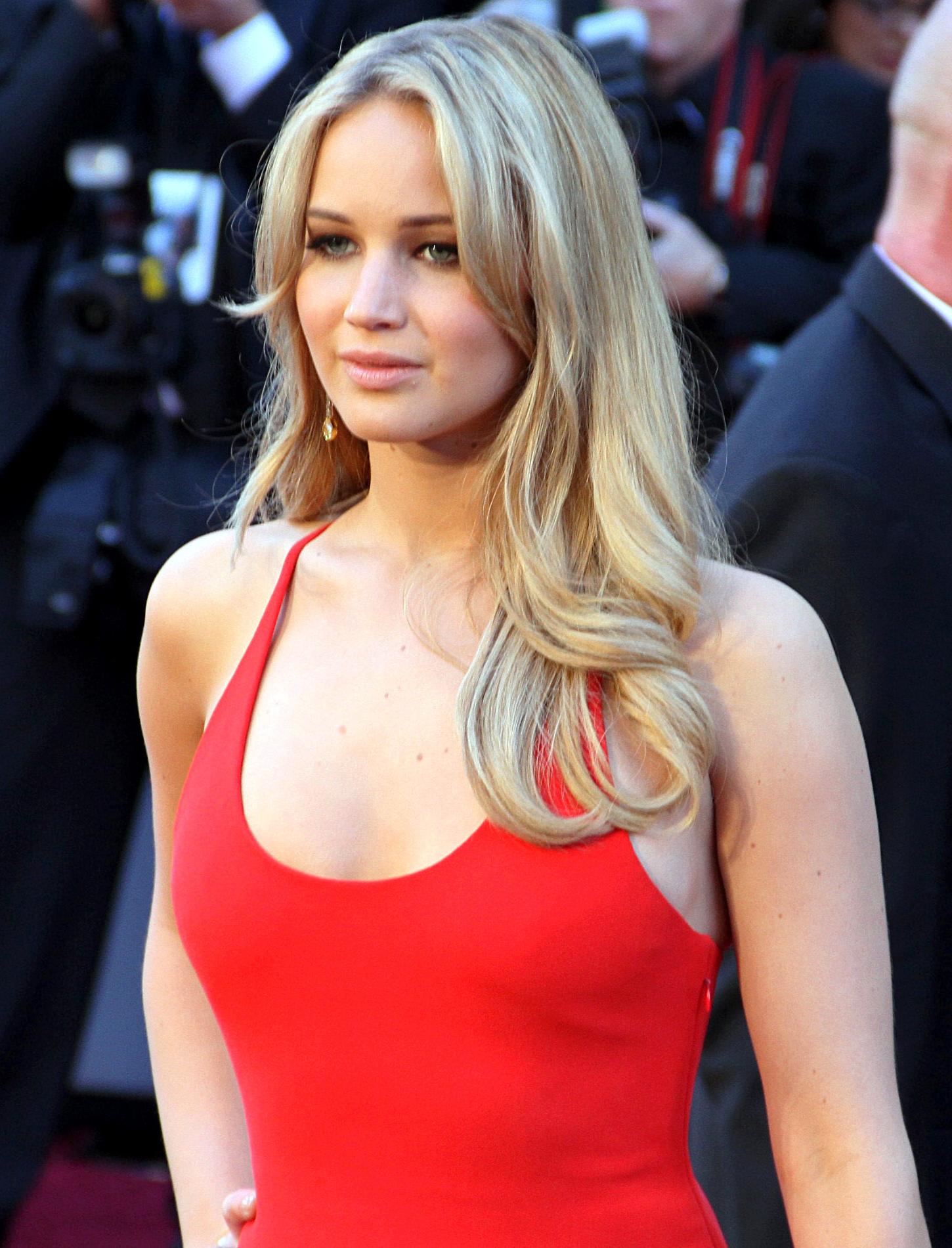
Během 83. ročníku udílení Oscarů v roce 2011

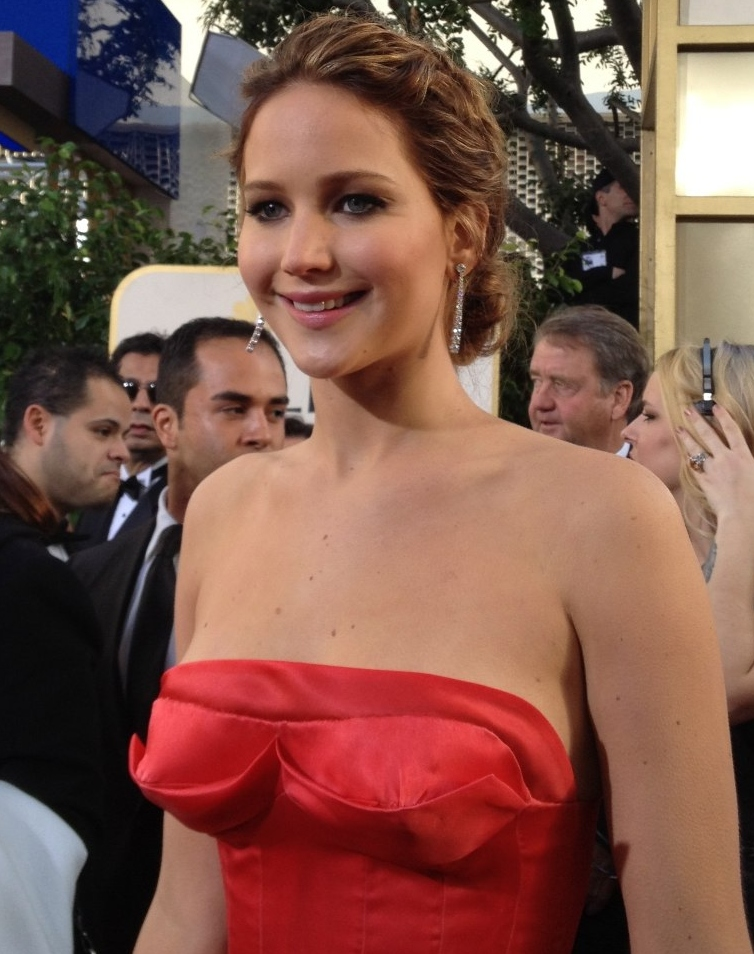
Během 70. ročníku udílení Zlatých glóbů v lednu 2013

Za průlom její herecké kariéry je časopisem BlackBook považován film Do morku kosti (2010) režisérky Debry Granik, který zvítězil na filmovém festivalu Sundance. V něm ztvárnila postavu sedmnáctileté Ree Dolly žijící v pohoří Ozark, která se stará o duševně nemocnou matku a mladší sourozence. Ta zjistí, že její otec zastavil rodinný dům a pozemky v rámci kauce u soudu a následně zmizel, kvůli čemuž hrozí celé rodině vyhnání. Za svůj herecký výkon si vysloužila vysoké uznání filmových kritiků. David Denby z deníku The New Yorker uvedl, že „film by byl nepředstavitelný s kýmkoli méně charismatickým, hrajícím Ree“ a Peter Travers z časopisu Rolling Stone poznamenal: „její výkon je víc než hraní, je to stahující se bouře. Její oči jsou odrazem toho, co rve Ree srdce“. Byla rovněž nominována na více než dvě desítky filmových ocenění, mimo jiné na Zlatý glóbus za nejlepší ženský herecký výkon či Oscara v téže kategorii, čímž se ve dvaceti letech stala historicky druhou nejmladší herečkou nominovanou na tuto prestižní cenu. Obdržela více než deset cen, ať již na filmových festivalech, či od filmových kritiků.
V roce 2009 si zahrála v temné komedii Pan Bobr s Jodie Foster a Melem Gibsonem, film však měl premiéru až v roce 2011. V témže roce se objevila v nezávislém filmu Zamilovaní a akčním sci-fi snímku X-Men: První třída režiséra Matthewa Vaughna, ve kterém ztvárnila zápornou postavu Mystique. Tu si zahrála i v následujícím filmu X-Men: Budoucí minulost, který přišel do kin v roce 2014.
V roce 2012 hrála hlavní roli v thrilleru Dům na konci ulice režiséra Marka Tonderaie a původně se měla objevit i ve snímku Divoši režiséra Olivera Stonea, ale pro nabitý program musela odmítnout. V témže roce si zahrála ještě v dalších dvou filmech, za něž se jí dostalo uznání kritiků i veřejnosti.
Prvním z nich byl snímek Hunger Games, natočený na motivy stejnojmenného románu Suzanne Collinsové. Role hlavní hrdinky Katniss Everdeen ji byla nabídnuta již v březnu 2011, tři dny si jí však rozmýšlela, neboť byla z počátku zastrašena rozsahem filmu a případným dopadem svého angažmá. Kvůli filmu absolvovala rozsáhlý trénink, který zahrnoval kaskadérství, lukostřelbu, lezení po skalách a po stromech, bojové techniky, běh, parkour, pilates a jógu. Film měl premiéru v březnu 2012 a stal se z něj kasovní úspěch. Přelomové rovněž bylo, že šlo takto úspěšný film v čele s hrdinkou. Časopis Forbes uvedl, že: „Nikdo, kdo viděl Hungar Games nemůže zpochybnit schopnost Jennifer Lawrenceové zahrát akční hrdinku.“. Film zaznamenal mimořádný ohlas jak mezi diváky, tak mezi filmovými kritiky. Todd McCarthy z deníku The Hollywood Reporter o herečce prohlásil, že ztělesňuje Katniss „přesně, jak si jí člověk představuje v románu“ a je „ideální filmovou herečkou“, Kenneth Turan z Los Angeles Times napsal, že je „nejlepší možnou představitelkou Katniss a klíčovým faktorem, díky kterému je film Hunger Games spletitou oblíbenou zábavou se silným příběhem, který vtahuje naši pozornost“. Filmový kritik Roger Ebert z Chicago Sun-Times rovněž souhlasil, že je herečka „ve své ústřední roli silná a přesvědčivá“. Za svůj herecký výkon obdržela více než desítku filmových ocenění a pět dalších nominací. V září 2012 začala pracovat na filmové adaptaci druhého románu z knižní trilogie Hunger Games s názvem Hunger Games: Vražedná pomsta, který měl premiéru v listopadu 2013.

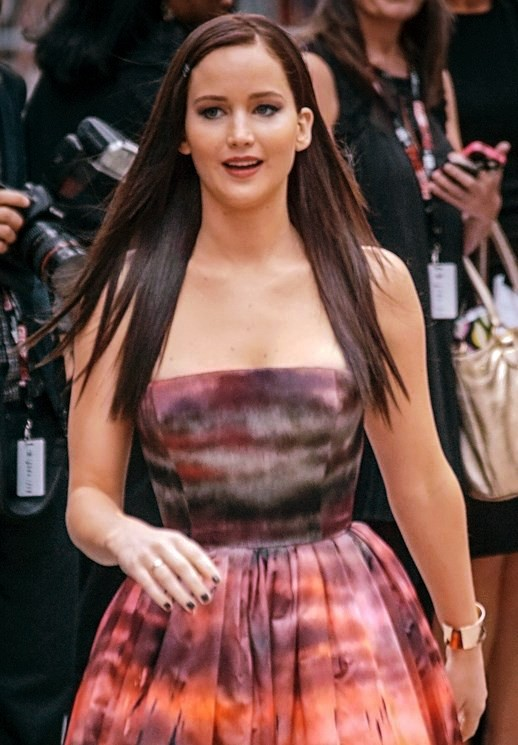
Na filmovém festivalu v Torontu v roce 2012

Druhým byla romantická komedie Terapie láskou (Silver Linings Playbook), natočená na motivy stejnojmenného románu Matthewa Quicka, v níž si zahrála po boku Bradleyho Coopera a Roberta De Nira. Za její herecký výkon se jí dostalo uznání veřejnosti i kritiků. Peter Travers z časopisu Rolling Stone o ní napsal: „Je svým způsobem zázrak. Je drzá, oplzlá, legrační, sprostá, ledabylá, sexy, plná života a zranitelná. Někdy v jedné scéně, dokonce v tu samou chvíli. Žádný seznam nominovaných na Oscara pro nejlepší herečku by nebyl kompletní, kdyby mu nevévodila.“ Za výkon, který ve filmu předvedla získala vůbec poprvé ocenění Zlatý glóbus v kategorii Nejlepší ženský herecký výkon v komedii nebo muzikálu a Oscar v kategorii Nejlepší ženský herecký výkon v hlavní roli. Obdržela i řadu dalších cen a nominací.
V říjnu 2012 bylo oznámeno, že se stane novou tváří parfému Dior. Byla též zařazena na první místo v žebříčku „Top 99 nejžádanějších žen“ pro rok 2013, sestaveném pánským portálem AskMen.
Dne 15. února 2013 bylo oznámeno, že bude hrát po boku Christiana Bala, Bradleyho Coopera a Amy Adams ve snímku Špinavý trik, který pojednává o operaci FBI ze sedmdesátých let s názvem Abscam. Za roli Rosalyn Rosenfeld v tomto snímku získala Zlatý glóbus za nejlepší ženský herecký výkon ve vedlejší roli.
Již potřetí spolupracovala s režisérem Davidem O. Russellem, a to na filmu The Ends of the Earth. Ztvární Jeannette Walls ve filmové adaptaci knižního bestselleru The Glass Castle. Zopakuje si roli Katniss Everdeen v adaptacích poslední knihy ze série Hunger Games: Síla vzdoru. První část vyšla 21. listopadu 2014 a druhá 20. listopadu 2015. K první části nazpívala Lawrenceová píseň „The Hanging Tree“, která sklidila pozitivní ohlasy.
V roce 2014 si zahrála v dramatickém filmu Serena. Film byl inspirován stejnojmennou novelou od Rona Rashe. Znovu si zopakovala roli Mystique ve filmu X-Men: Budoucí minulost. Snímek získal pozitivní reakce od kritiků a vydělal přes 748 milionů dolarů. V roce 2015 si zahrála ve snímku Joy. Za roli získala svůj třetí Zlatý glóbus. Roli Mystique si zahrála v dalším X-menovském snímku X-Men: Apokalypsa.
Za roli ve sci-fi filmu Pasažéri získala 20 milionů dolarů. Snímek byl kritizován, ale kritikům se líbila chemie mezi ní a jejím hereckým kolegou Chrisem Prattem. Hlavní roli si zahrála ve snímku režiséra Darrena Aronofskyho Matka!.
V březnu roku 2018 měl premiéru film Rudá volavka, špionážní film, ve kterém si zahrála Dominiku Egorovou. Natočila čtvrtý X-Menovský film X-Men: Dark Phoenix, který měl premiéru v červnu 2019. Zahraje si ve Spielbergovo filmové adaptaci memoáru Lynsey Addario It's What I Do. Zahraje si hlavní roli ve filmové adaptaci románu Hanah Kentové Burial Rites. Film bude také produkovat.

## Osobní život
Prvních několik let své herecké kariéry žila v New Yorku, nyní však žije v Santa Monice v Kalifornii. V souvislosti se svým osobním životem poznamenala: „Nechcete, aby byl váš vztah probírán v tisku, ale ve stejnou chvíli, a to je jen teorie, čím více se snažíte uchovat tajemství, tím víc se média snaží jej odhalit.“ Od srpna 2013 byla ve vztahu s britským hercem Nicholasem Houltem. Pár spolu začal chodit v roce 2011 při natáčení filmu X-Men: První třída, v lednu 2013 se ale rozešli. Nicméně o šest měsíců později se dali opět dohromady během natáčení snímku X-Men: Budoucí minulost. Pár se definitivně rozešel v srpnu 2014, jako důvod byly uvedeny rozdílné pracovní rozvrhy. V září 2014 Jennifer a Chris Martin z kapely Coldplay oficiálně oznámili, že jsou spolu. Začali spolu chodit během léta 2014, poté, co se Chris rozvedl s dosavadní manželkou Gwyneth Paltrow. V roce 2016 chodila s režisérem Darrenem Aronofskym, se kterým se seznámila na natáčení filmu Matka!.
Od léta 2018 chodí s ředitelem newyorské umělecké galerie Cookem Maroneym, se kterým jej seznámila kamarádka Laura Simpson. V únoru 2019 bylo oznámeno, že se dvojice zasnoubila. Jejich svatební obřad proběhl 19. října 2019 ve státě Rhode Island. V únoru 2022 se páru narodil syn, který dostal jméno Cy. Chlapec byl pojmenován po americkém malíři Cyovi Twomblym, který je jedním z Maroneyho nejoblíbenějších umělců.
Na podzim 2024 oznámila, že očekává narození druhého potomka. Poslední březnový den roku 2025 porodila své druhé dítě.

## Filmografie

### Filmy
| Rok  | Název                             | Role                     | Poznámky |
| ---- | --------------------------------- | ------------------------ | --- |
| 2006 | Company Town                      | Caitlin                  | |
| 2007 | Not Another High School Show      | zoufalá dívka            | |
| 2008 | Garden Party                      | Tiff                     | |
| 2008 | The Poker House                   | Agnes                    | Losangeleský filmový festival – cena pro nejlepší herecký výkon |
| 2008 | Spálené životy                    | Mariana                  | Benátský filmový festival – cena Marcella Mastroianniho |
| 2010 | Do morku kosti                    | Ree Dolly                | Chicago Film Critics Association Award v kategorii nejslibnější umělec Detroit Film Critics Society Award v kategorii nejlepší herečka Florida Film Critics Circle – průlomová cena Pauline Kael San Diego Film Critics Society Award v kategorii nejlepší herečka National Board of Review of Motion Pictures Award v kategorii nejlepší průlomové vystoupení Mezinárodní filmový festival v Seattlu ocenění v kategorii nejlepší herečka Stockholm International Film Festival Award v kategorii nejlepší herečka Palm Springs International Film Festival Award v kategorii rostoucí hvězda Toronto Film Critics Association Award v kategorii nejlepší herečka Vancouver Film Critics Circle Award v kategorii nejlepší herečka Village Voice Film Poll Award v kategorii nejlepší herečka Washington D.C. Area Film Critics Association Award v kategorii nejlepší herečka Nominace – Broadcast Film Critics Association Award v kategorii nejlepší herečka Nominace – Critics' Choice Movie Awards v kategorii nejlepší mladá herečka Nominace – Critics' Choice Movie Awards v kategorii nejlepší herečka Nominace – Chicago Film Critics Association Award v kategorii nejlepší herečka Nominace – Chlotrudis Award v kategorii nejlepší herečka Nominace – Dallas-Fort Worth Film Critics Association Award v kategorii nejlepší herečka Nominace – Houston Film Critics Society Award v kategorii nejlepší herečka Nominace— Independent Spirit Award v kategorii nejlepší herečka Nominace – Las Vegas Film Critics Society Award v kategorii nejlepší herečka Nominace – Las Vegas Film Critics Society Award v kategorii nejlepší mladá herečka ve filmu Nominace – London Film Critics Circle Award v kategorii herečka roku Nominace – Los Angeles Film Critics Association Award v kategorii nejlepší herečka Nominace – North Texas Film Critics Association Award v kategorii nejlepší herečka Nominace – Online Film Critics Society Award v kategorii nejlepší herečka Nominace – Oscar v kategorii Nejlepší ženský herecký výkon v hlavní roli Nominace – Satellite Award v kategorii nejlepší herečka ve filmu Nominace – Southeastern Film Critics Association Award v kategorii nejlepší herečka Nominace – St. Louis Gateway Film Critics Association Award v kategorii nejlepší herečka Nominace – Phoenix Film Critics Society Award v kategorii nejlepší herečka Nominace – Screen Actors Guild Award v kategorii nejlepší ženský herecký výkon v hlavní roli Nominace – Gotham Award v kategorii nejlepší průlomový výkon Nominace – Irish Film and Television Award v kategorii nejlepší mezinárodní herečka Nominace – Prism Award pro nejlepší herecký výkon v celovečerním filmu Nominace – Young Artist Award v kategorii nejlepší ženský herecký výkon v hlavní roli Nominace – Zlatý glóbus v kategorii nejlepší ženský herecký výkon |
| 2011 | Zamilovaní                        | Sam                      | |
| 2011 | Pan Bobr                          | Norah                    | |
| 2011 | X-Men: První třída                | Mystique                 | IGN Award v kategorii nejlepší obsazení filmu Nominace – Scream Award v kategorii nejlepší herečka ve fantasy Nominace – Teen Choice Award v kategorii průlomová žena Nominace – People's Choice Award v kategorii nejlepší filmové obsazení Nominace – People's Choice Award v kategorii oblíbený filmový superhrdina |
| 2012 | Hunger Games                      | Katniss Everdeen         | Alliance of Women Film Journalists Kick Ass Award v kategorii nejlepší akční herečka Broadcast Film Critics Association Award v kategorii nejlepší herečka v akčním filmu Critics' Choice Movie Awards v kategorii nejlepší herečka Cena filmového festivalu v Santa Barbaře v kategorii nejlepší umělec roku MTV Movie Awards v kategorii nejlepší herecký výkon MTV Movie Awards v kategorii nejlepší souboj People's Choice Awards v kategorii oblíbená filmová herečka People's Choice Awards v kategorii oblíbená tvář hrdinství People's Choice Awards v kategorii nejlepší chemie na plátně Teen Choice Award v kategorii herečka ve Sci-Fi/Fantasy Teen Choice Award v kategorii nejlepší polibek Teen Choice Award v kategorii nejlepší chemie Teen Choice Award v kategorii nejlepší souboj Nominace – New York Film Critics Circle Award v kategorii nejlepší herečka Nominace – Alliance of Women Film Journalists Award v kategorii nejlepší dosažení ženy ve filmovém průmyslu Nominace – MTV Movie Award v kategorii nejlepší polibek Nominace – MTV Movie Award v kategorii nejlepší hrdina Nominace – MTV Movie Award v kategorii nejlepší obsazení Nominace – Nickelodeon Kids' Choice Awards v kategorii nejlepší filmová herečka Nominace – Nickelodeon Kids' Choice Awards v kategorii nejlepší nakopávačka zadků |
| 2012 | Dům na konci ulice                | Elissa                   | |
| 2012 | Terapie láskou                    | Tiffany Maxwell          | Austin Film Critics Award v kategorii nejlepší herečka Alliance of Women Film Journalists Award v kategorii nejlepší obsazení Broadcast Film Critics Association Award v kategorii nejlepší obsazení Broadcast Film Critics Association Award v kategorii nejlepší herečka v komedii Central Ohio Film Critics Association Award v kategorii nejlepší herečka Critics' Choice Movie Awards v kategorii nejlepší obsazení Critics' Choice Movie Awards v kategorii nejlepší herečka v komediálním filmu Denver Film Critics Society Award v kategorii nejlepší herečka Detroit Film Critics Society Award v kategorii nejlepší herečka Houston Film Critics Society Award v kategorii nejlepší herečka Independent Spirit Award v kategorii nejlepší herečka Kansas City Film Critics Circle Award pro nejlepší herečku Las Vegas Film Critics Society Award v kategorii nejlepší herečka Los Angeles Film Critics Association Award v kategorii nejlepší herečka National Society of Film Critics Award v kategorii nejlepší herečka Nevada Film Critics Society Award v kategorii nejlepší herečka North Carolina Film Critics Association Award v kategorii nejlepší herečka North Texas Film Critics Association Award v kategorii nejlepší herečka Oscar v kategorii nejlepší ženský herecký výkon v hlavní roli Cena filmového festivalu v Santa Barbaře za nejlepšího umělce roku Satellite Award pro nejlepší herečku v celovečerním filmu Screen Actors Guild Award v kategorii nejlepší herečka v hlavní roli Southeastern Film Critics Association Award v kategorii nejlepší herečka Utah Film Critics Association Award v kategorii nejlepší herečka Zlatý glóbus v kategorii nejlepší ženský herecký výkon (komedie / muzikál) AACTA International Award v kategorii nejlepší herečka Nominace— Alliance of Women Film Journalists Award v kategorii nejlepší herečka Nominace – Cena BAFTA v kategorii nejlepší herečka v hlavní roli Nominace – Critics' Choice Movie Awards v kategorii nejlepší herečka Nominace – Broadcast Film Critics Association Award v kategorii nejlepší herečka Nominace – Dallas-Fort Worth Film Critics Association Award v kategorii nejlepší herečka Nominace – Dorian Award v kategorii nejlepší herečka Nominace – Chicago Film Critics Association Award v kategorii nejlepší herečka Nominace – Gotham Award v kategorii nejlepší obsazení Nominace – Indiana Film Critics Association v kategorii nejlepší herečka Nominace – London Film Critics' Circle Award v kategorii nejlepší herečka Nominace – New York Film Critics Circle Award v kategorii nejlepší herečka Nominace – Online Film Critics Society Award v kategorii nejlepší herečka Nominace – Phoenix Film Critics Society Award v kategorii nejlepší herečka Nominace – San Diego Film Critics Society Award v kategorii nejlepší herečka Nominace – Screen Actors Guild Award v kategorii nejlepší výkon obsazení celovečerního filmu Nominace – St. Louis Gateway Film Critics Association Award v kategorii nejlepší herečka Nominace – Vancouver Film Critics Circle Award v kategorii nejlepší herečka Nominace – Washington D.C. Area Film Critics Association Award v kategorii nejlepší herečka |
| 2013 | Hunger Games: Vražedná pomsta     | Katniss Everdeen         | Nickelodeon Kids' Choice Awards v kategorii nejlepší filmová herečka Nickelodeon Kids' Choice Awards v kategorii nejlepší nakopávačka zadků MTV Movie Awards v kategorii nejlepší herečka Teen Choice Awards v kategorii nejlepší herečka sci-fi/fantasy Nominace – Alliance of Women Film Journalists v kategorii nejlepší akční hvězda Nominace – Critics' Choice Movie Awards v kategorii nejlepší herečka v akčním filmu Nominace – MTV Movie Awards v kategorii nejlepší souboj Nominace – MTV Movie Awards v kategorii nejlepší postava Nominace – Teen Choice Awards v kategorii nejlepší polibek |
| 2013 | Špinavý trik                      | Rosalyn Rosenfeld        | Zlatý glóbus za nejlepší ženský herecký výkon ve vedlejší roli Cena BAFTA v kategorii nejlepší herečka ve vedlejší roli Critics' Choice Movie Awards v kategorii nejlepší obsazení Nominace – Oscar v kategorii Nejlepší ženský herecký výkon ve vedlejší roli Nominace – Critics' Choice Movie Awards v kategorii nejlepší herečka ve vedlejší roli Nominace – Teen Choice Awards v kategorii nejlepší herečka - drama |
| 2014 | X-Men: Budoucí minulost           | Raven Darkholme/Mystique | Nickelodeon Kids' Choice Awards v kategorii nejlepší akční herečka People's Choice Awards v kategorii nejlepší filmová herečka People's Choice Awards v kategorii nejlepší akční filmová herečka Teen Choice Awards v kategorii nejlepší herečka - sci-fi/fantasy |
| 2014 | Serena                            | Serena Pemberton         | |
| 2014 | Hunger Games: Síla vzdoru 1. část | Katniss Everdeen         | MTV Movie Awards v kategorii nejlepší hudební scéna Nickelodeon Kids' Choice Awards v kategorii nejlepší akční herečka Teen Choice Awards v kategorii nejlepší herečka ve sci-fi/fantasy Nominace – Alliance of Women Film Journalists v kategorii nejlepší akční hvězda Nominace – Critics' Choice Movie Awards v kategorii nejlepší herečka Nominace – MTV Movie Awards v kategorii nejlepší herečka Nominace – MTV Movie Awards v kategorii nejlepší hrdina Nominace – Cena Saturn v kategorii nejlepší herečka Nominace – Teen Choice Awards v kategorii nejlepší polibek |
| 2015 | Hunger Games: Síla vzdoru 2. část | Katniss Everdeen         | MTV Movie Awards v kategorii nejlepší hrdina Nickelodeon Kids' Choice Awards v kategorii nejlepší herečka Teen Choice Awards v kategorii nejlepší herečka ve sci-fi/fantasy Teen Choice Awards v kategorii nejlepší filmová chemie Teen Choice Awards v kategorii nejlepší polibek Nominace – Alliance of Women Film Journalists v kategorii nejlepší akční hvězda Nominace – Critics' Choice Movie Awards v kategorii nejlepší herečka Nominace – Empire Awards v kategorii nejlepší herečka Nominace – MTV Movie Awards v kategorii nejlepší akční výkon Nominace – MTV Movie Awards v kategorii nejlepší obsazení |
| 2015 | Joy                               | Joy Mangano              | Zlatý glóbus v kategorii nejlepší herečka ve filmu: muzikál/komedie Teen Choice Awards v kategorii nejlepší herečka v drama filmu Nominace – Critics' Choice Movie Awards v kategorii nejlepší herečka Nominace – Alliance of Women Film Journalists v kategorii nejlepší akční hvězda Nominace – Detroit Film Critics Society v kategorii nejlepší herečka Nominace – Detroit Film Critics Society v kategorii nejlepší obsazení Nominace – Oscar v kategorii nejlepší ženský výkon v hlavní roli Nominace – MTV Movie Awards v kategorii nejlepší herečka |
| 2016 | X-Men: Apokalypsa                 | Raven Darkholme/Mystique | Nominace – Jupiter Award v kategorii nejlepší mezinárodní herečka Nominace – Kids' Choice Awards v kategorii nejlepší tým a nejlepší nakopávač zadků |
| 2016 | Pasažéři                          | Aurora Lane              | Nominace – Cena Saturn v kategorii nejlepší ženský herecký výkon v hlavní roli |
| 2017 | Matka!                            | Matka                    | Filmový festival Faro Island v kategorii nejoblíbenější herečka New Mexico Film Critics v kategorii nejlepší herečka Nominace – Alliance of Women Film Journalists EDA Awards v kategorii herečka, která potřebuje nutně nového agenta a největší věkový rozdíl mezi partnery ve filmu Nominace – Filmový festival Faro Island v kategorii nejlepší ženský herecký výkon v hlavní roli Nominace – Fright Meter Awards v kategorii nejlepší ženský herecký výkon v hlavní roli Nominace – North Texas Film Critics Association Awards v kategorii nejlepší ženský herecký výkon v hlavní roli Nominace – Zlatá malina v kategorii nejhorší herečka |
| 2018 | Rudá volavka                      | Dominika Egorova         | Alliance of Women Film Journalists EDA Awards v kategorii herečka, která potřebuje nutně nového agenta Nominace – Alliance of Women Film Journalists EDA Awards v kategorii největší věkový rozdíl mezi partnery ve filmu Nominace – People's Choice Awards v kategorii nejlepší herečka (drama) |
| 2019 | X-Men: Dark Phoenix               | Raven Darkholme/Mystique | |
| 2019 | Love, Antosha                     | ona sama                 | dokument |
| 2021 | K zemi hleď!                      | Kate Dibiasky            | |
| 2022 | Mosty                             | Lynsey                   | také producentka |
| 2023 | Nic ve zlým                       | Maddie                   | postprodukce, také producentka |

### Televize
| Rok       | Název                 | Role           | Poznámky                                                                         |
| --------- | --------------------- | -------------- | -------------------------------------------------------------------------------- |
| 2006      | Můj přítel Monk       | maskot         | díl: Pan Monk a velký zápas                                                      |
| 2007      | Medium                | Claire Chase   | díl: Mámina pomocnice                                                            |
| 2007      | Odložené případy      | Abby Bradford  | díl: Sen o dolarech                                                              |
| 2007–2009 | The Bill Engvall Show | Lauren Pearson | 30 dílů Young Artist Award za mimořádný výkon mladého herce v televizním seriálu |
| 2008      | Medium                | mladá Allison  | díl: Nikam nepůjdeš                                                              |
| 2013–2014 | Saturday Night Live   | Moderátorka    | díl: Jennifer Lawrence/The Lumineers a Woody Harrelson/Kendrick Lamar            |

### Hudební videa
| Rok  | Název skladby     | Umělec    | Poznámky |
| ---- | ----------------- | --------- | -------- |
| 2010 | „The Mess I Made“ | Parachute |          |